# فوجیوارا نو هیده‌یاسو
فوجیوارا نو هیده‌یاسو (به ژاپنی: 藤原秀康); نامشخص – ۳۰ اکتبر ۱۲۲۱) سامورایی در نیمه اول شوگون‌سالاری کاماکورا فرمانده لشکر امپراتور گو-توبا در نبرد جوکیو بود.